# Aproximant labiovelar sonora
L'aproximant labiovelar sonora és un so de la parla que es representa [w] en l'AFI, és a dir, la lletra ve doble minúscula.

## Característiques
- És una consonant perquè hi ha una interrupció total del pas de l'aire
- És sonora perquè hi ha vibració de les cordes vocals
- És un so central pulmonar
- Pel seu punt d'articulació és una consonant velar labialitzada

## En català
Sol estar representat amb la lletra u de valor consonàntic o semiconsonàntic, com en "cauen" o "qüestió". En aquests casos, la [w] forma un diftong creixent amb la vocal que la segueix.